# Carretera Militar Georgiana
La Carretera Militar Georgiana (georgià: საქართველოს სამხედრო გზა, Sakartvelos Samkhedro Gza; rus: Вое́нно-Грузи́нская доро́га, Voienno-Gruzínskaia doroga; osseta: Арвыкомы фæндаг, Arvykomy fændag) és el nom històric d'una de les principals rutes que travessen la serralada del Gran Caucas, entre Geòrgia i Ossètia del Nord (Rússia). En aproximadament 210 km es connecten les ciutats de Tbilisi (capital de Geòrgia) i Vladikavkaz (capital d'Ossètia del Nord) a través del congost de Darial. És una de les poques vies entre el Caucas Nord i el Caucas Sud capaces de travessar aquesta serralada, juntament amb la Carretera Militar Osseta (que passa pel coll de Mamisson) i el Transkam (que utilitza el túnel de Roki).
Forma part de la ruta europea E117.